# 锡金龙竹
锡金龙竹（学名：Dendrocalamus sikkimensis）为禾本科牡竹属下的一个种。

## 扩展阅读
- 維基物種上的相關：锡金龙竹